# Campestre de Goiás
Campestre de Goiás là một đô thị thuộc bang Goiás, Brasil. Đô thị này có diện tích 273,816 km², dân số năm 2007 là 3796 người, mật độ 13,9 người/km².